# Allobaccha varipes
Allobaccha varipes är en tvåvingeart som först beskrevs av Charles Howard Curran 1928.  Allobaccha varipes ingår i släktet Allobaccha och familjen blomflugor. Inga underarter finns listade i Catalogue of Life.